# Бисанс, Хуан
Хуан Франсиско Бисанс (исп. Juan Francisco Bisanz; род. 28 августа 2001, Буэнос-Айрес) — аргентинский футболист, вингер клуба «Банфилд». 

## Клубная карьера
Бисанс — воспитанник столичного клуба «Атланта». В 2021 году он дебютировал в Примере B Насьональ. В начале 2023 года Бисанс перешёл в «Банфилд». 7 февраля в матче против «Уракана» он дебютировал в аргентинской Примере. 23 февраля в поединке Кубка Аргентины против «Ривер Плейт» Хуан забил свой первый гол за «Банфилд». 